# William Michael Rossetti
William Michael Rossetti, född 25 september 1829 i London, död 5 februari 1919 i London, var en brittisk författare och konstkritiker. Han var bror till Dante Gabriel Rossetti och Christina Rossetti.
Rossetti var en av grundarna av Prerafaelitiska brödraskapet 1848 och blev redaktör för dess tidskrift, The Germ.